# El viento en los sauces (película de 1988)
El viento en los sauces (Wind in the Willows en inglés) es una película animada de 1988 dirigida por Geoff Collins. Se basa en la obra infantil del escritor inglés Kenneth Grahame publicada en 1908, El viento en los sauces, y su guion fue adaptado por Richard Lee. La película consta con 49 minutos de duración y emplea las voces de Carol Adams, John Derum y Wallas Eaton entre otras. La película fue producida para el estudio australiano Burbank Films Australia por Roz Phillips y estrenada originalmente por televisión. En la actualidad, todos los más existentes de la película, al igual que los derechos de autor sobre la misma, pertenecen al dominio público.

## Sinopsis
Mientras limpia su casa subterránea, el topo detecta que primavera probablemente comienza por encima del suelo. Es curioso y decide que cada mole debe ver el mundo al menos una vez en su vida, por lo que hace un túnel y pronto se encuentra en la campiña inglesa. Topo está maravillado por este nuevo mundo y desea ver cada bit de estos. Viene rata, que se hace amigo de Topo y le ofrece un paseo en su pequeño bote azul, así como un corto pícnic a la orilla del río. Rata dice Topo sobre las diferentes criaturas que habitan cerca del río. Hay tejón, que es muy malhumorado y no como empresa, y el sapo, que es muy rica y vive en una mansión fina a lo largo de la orilla del río con el nombre "Toad Hall". Cuando los dos amigos para cumplir con el Sr. Mole, rata es desconcertado al ver que Sapo ha sido arrastrado por una nueva manía; un amor para los carros de la gitana. Aunque rata vacila, Sapo ofrece a él y a su nuevo amigo un paseo salvaje en el vehículo. El paseo es emocionante y nuevo para la Mole, no tanto para rata, pero termina abruptamente cuando el carro es destruido por un coche de paso. Sapo no le importa, porque al instante es llevado por una nueva manía para automóviles. Decidido a conducir por el campo en un coche nuevo, rata y Mole temen que mania nuevo de su amigo es muy peligroso, Sapo apenas puede conducir. Mole busca el asesoramiento de tejón, que vive dentro de la madera salvaje, donde le es dicho nunca a ir ya que es un lugar muy peligroso. Rata sigue Mole a la casa del tejón y los dos animales le piden su ayuda. Tejón se compromete a ayudar tan pronto como es invierno, porque él es un animal hibernating. Llega la primavera y tejón ordena que Sapo mantenerse en interiores y lejos desastrosas viajes en automóviles. Es muy molesto, pero él engaña rata cuando los dos son solo de la izquierda y la decidida Sapo se propone para encontrar un motocarro; o mejor dicho, robar uno. Crimen del sapo le aterriza en la cárcel, y sus amigos preocupan acerca de su misteriosa desaparición. Con la ayuda de una joven, hija del juzgado de instrucción, Sapo logra escapar de su celda y volver a Toad Hall. Sin embargo, a su regreso, se sorprendió al encontrar que su casa ha sido superada por una banda de despiadados comadrejas. Él y sus amigos, rata, Topo, tejón y nutria cocinan un plan para rescover de sapo precio Inicio y restablecer el orden en toda la comunidad a lo largo de la orilla del río.

## Reparto
- Carol Adams - Hija del juez
- John Derum
- Wallas Eaton
- Graham Matters
- Paul Johnstone - Sr. Sapo